# Астерій Мілетський
Астерій (дав.-гр. Ἀστέριος) — легендарний цар Анактерії (Мілета) домінойської доби.
Син Анакта. Як і батько, відзначався велетенським ростом — у 10 ліктів. Був вбитий критянином Мілетом, який захопив Анактерію та перейменував її на свою честь.
За легендою був похований на однойменному острівці поруч із Ладе, де пізніше був знайдений його і справді величезний кістяк.